# روبی نویل
روبی نویل (انگلیسی: Robbie Nevil؛ زادهٔ ۲ اکتبر ۱۹۵۸) یک موسیقی‌دان اهل ایالات متحده آمریکا است.